# ビル・ストーン
アーサー・ジョージ・"ビル"・ストーン（Arthur George "Bill" Stone、1939年6月10日 - 2012年4月10日）は、ニュージーランド・ナルワヒャ出身のF1エンジニア。エンジニアリングのエキスパート、製造運用管理者であった。

## 経歴

### ニュージーランド時代
両親の農場で、幼い頃にトラクター運転を学び、18歳のとき、大きな掘削機を運転し、後にフィジー空港建設の仕事をした。
稼ぎは、ジャガーXK120と500ccクーパーMk9-ノートンでニュージーランドのスプリントとヒルクライムに注ぎこまれ、後に1100ccパワーに充てられた。
ケン・ティレルのフォーミュラ・ジュニアチームでデニス・ハルムが使用した、お下がりのクーパーT52を1964年までに卒業して、

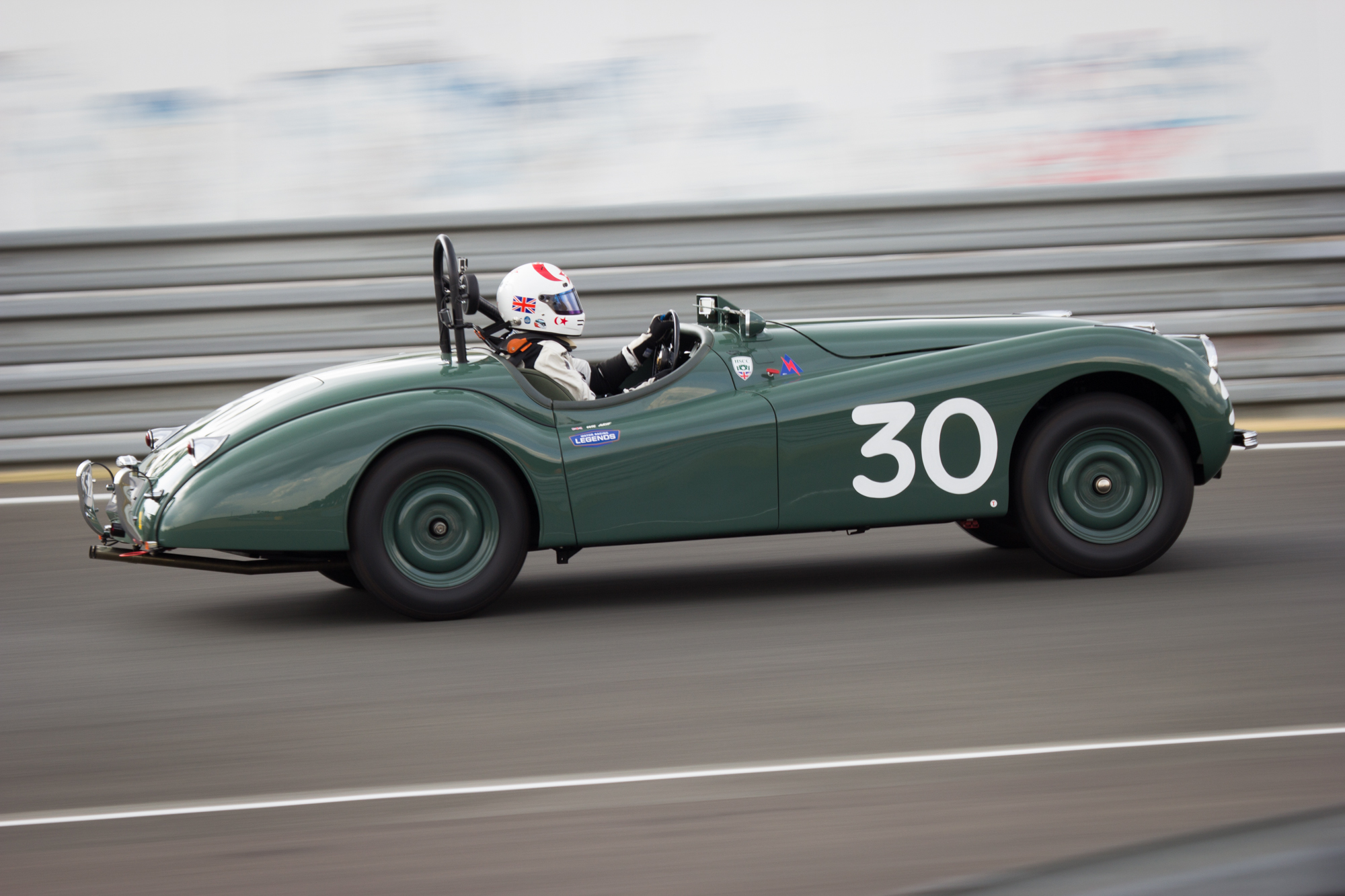
ジャガー・XK120（1950年）
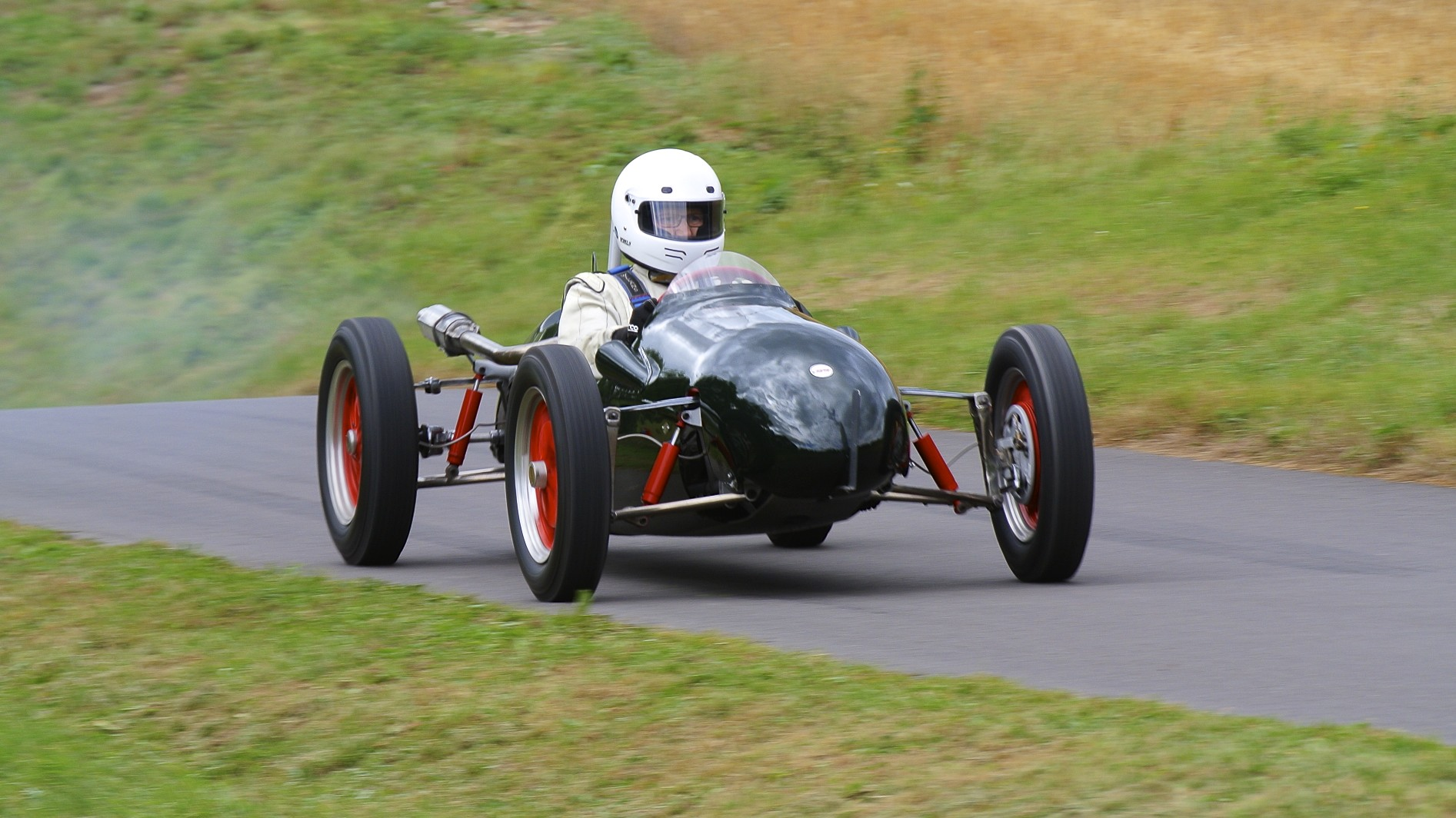
クーパー・ノートンMk9 500cc
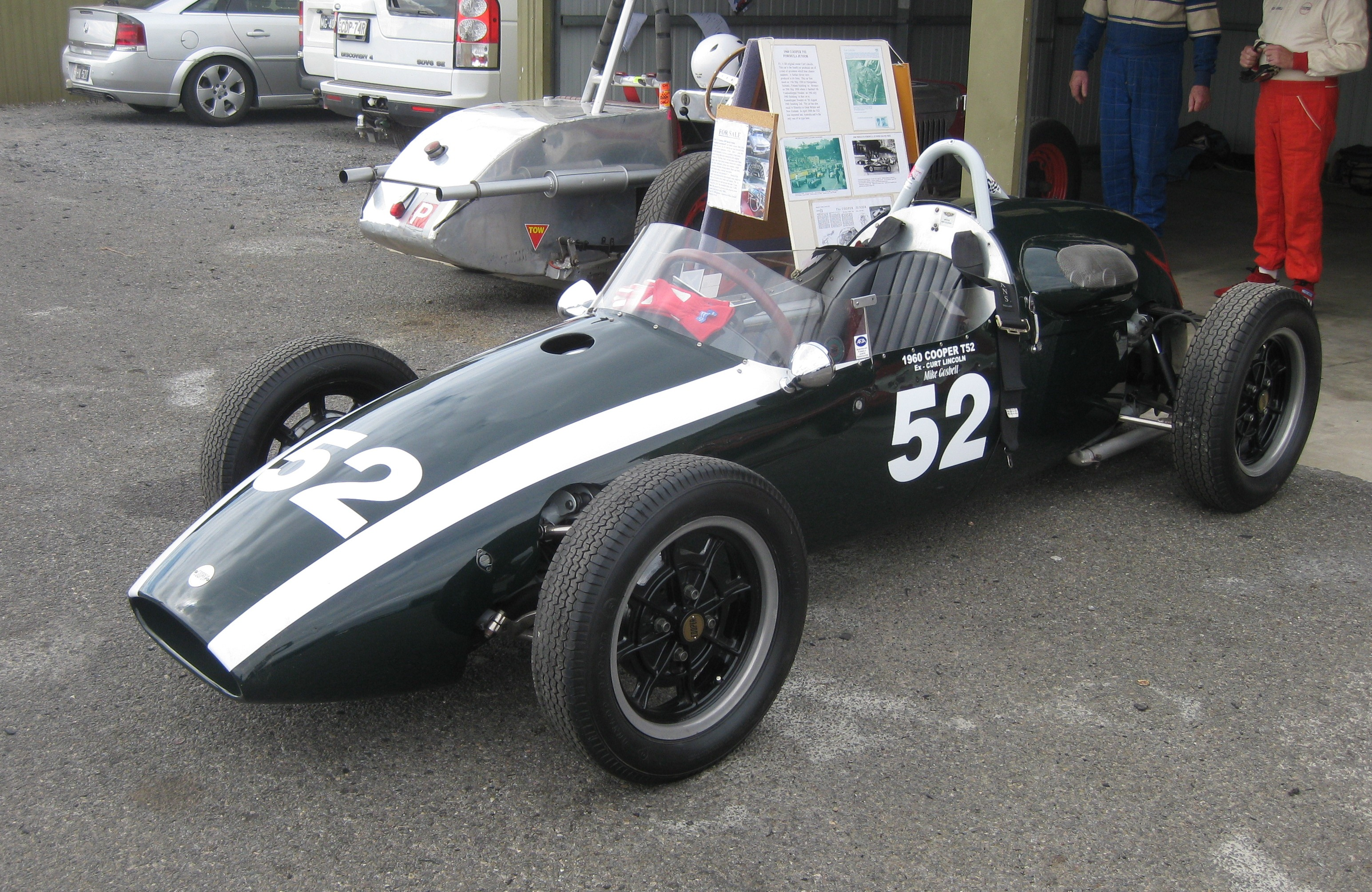
クーパー・T52（フォーミュラ・ジュニア車両）
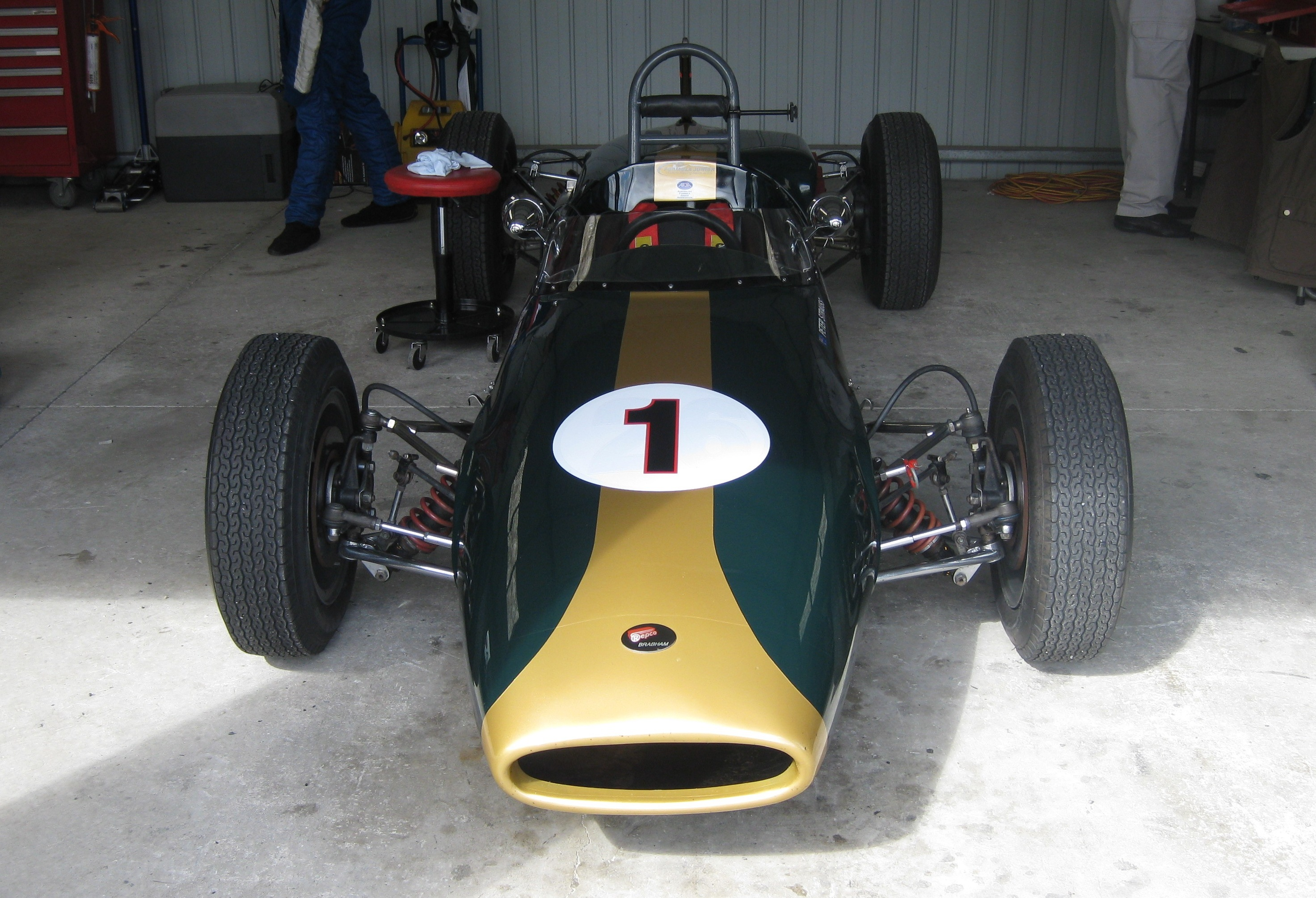
ブラバム・BT6（フォーミュラ・ジュニア車両）

1965年と1966年のタスマンシリーズのニュージーランドグランプリに参加し、グラハム・ヒルやジャッキー・スチュワートなどと競い合った。
1967年、ストーンはスチュワートとジム・クラークとの同じレースでブラバムBT6に8位でフィニッシュし、デニス・ハルムやジャック・ブラバムよりタフだった。
1968年のタスマンシリーズで同じ車を使用し、プケコヘで10位、レビンで6位でフィニッシュした。

### 英国時代
1968年、英国に引っ越したとき、ストーンはフランク・ウィリアムズからクラッシュしたブラバムBT21を購入した。
友人のジミー・ストーンとリビルトして、ヨーロッパでレースをした。
1969年にマクラーレンM4Aを購入したが、資金を使い果たした。

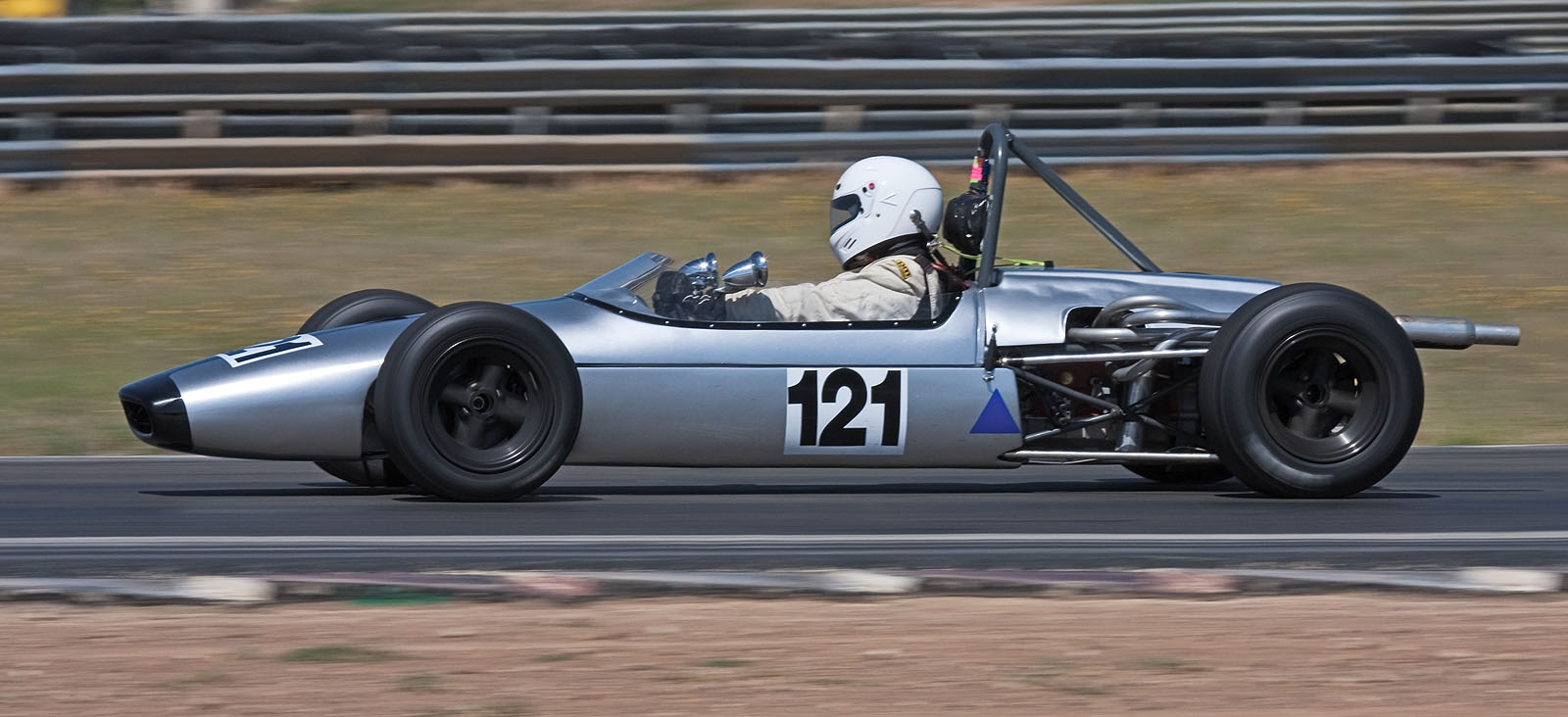
ブラバム・BT21A
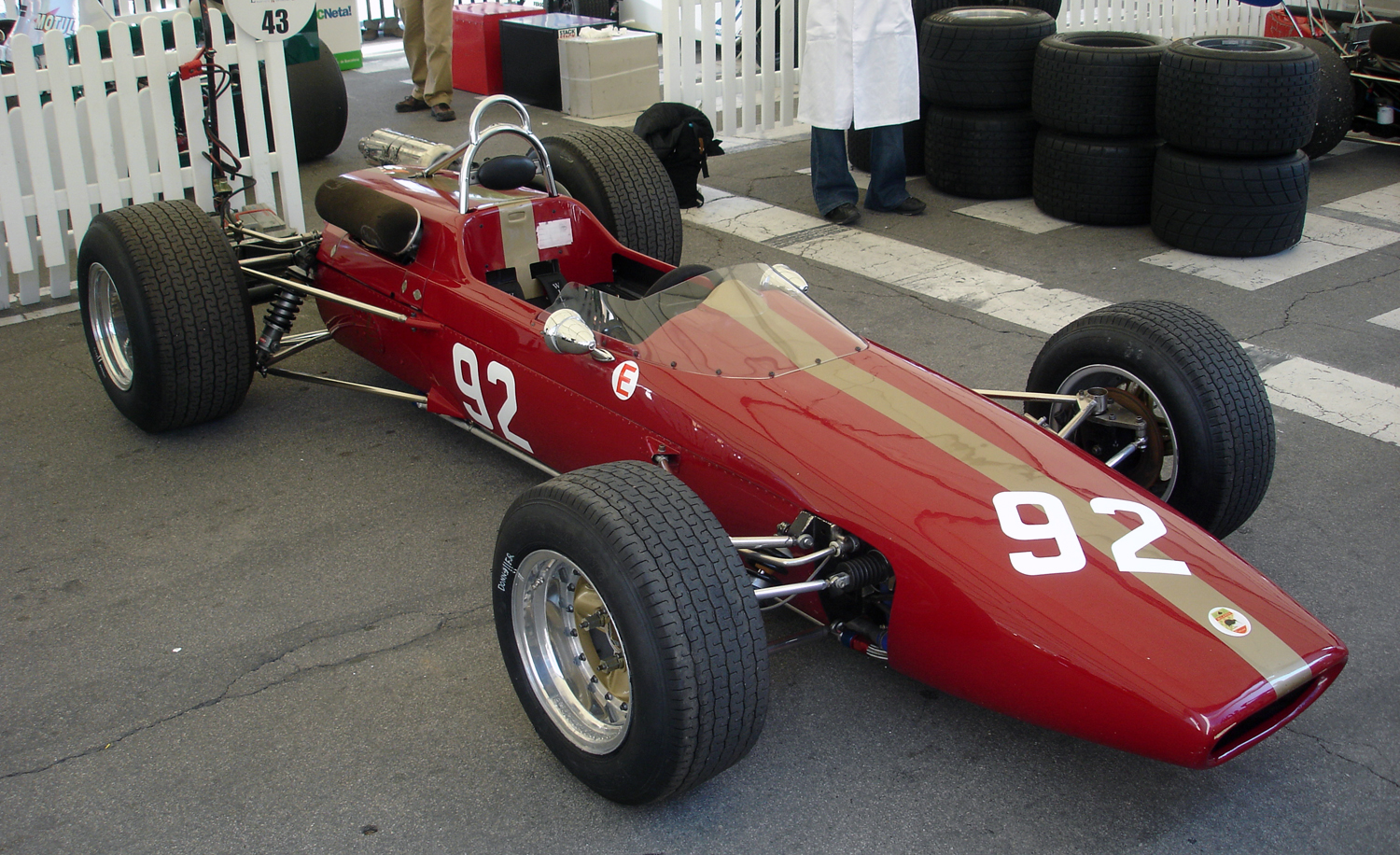
マクラーレン・M4A
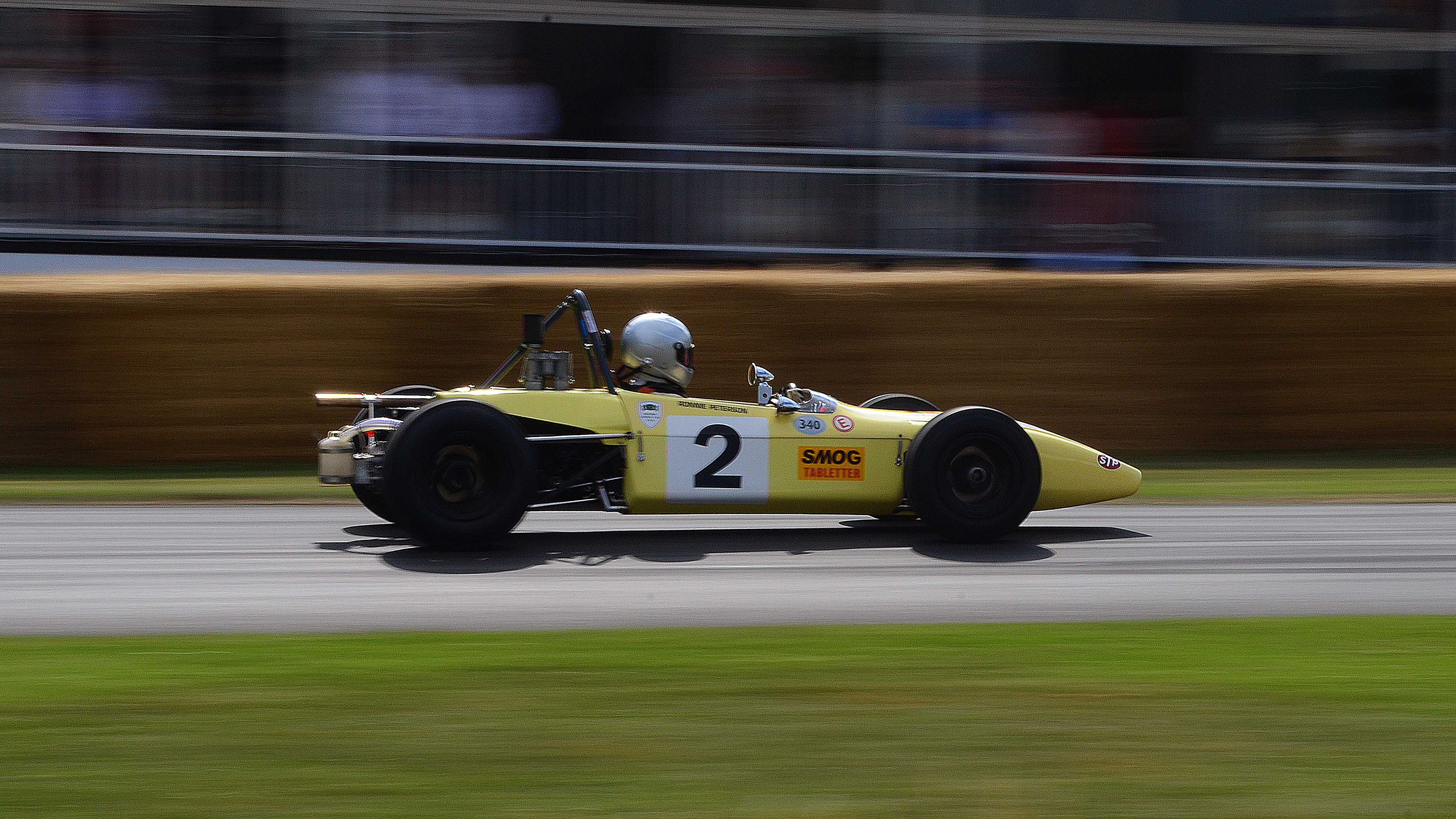
マーチ・693
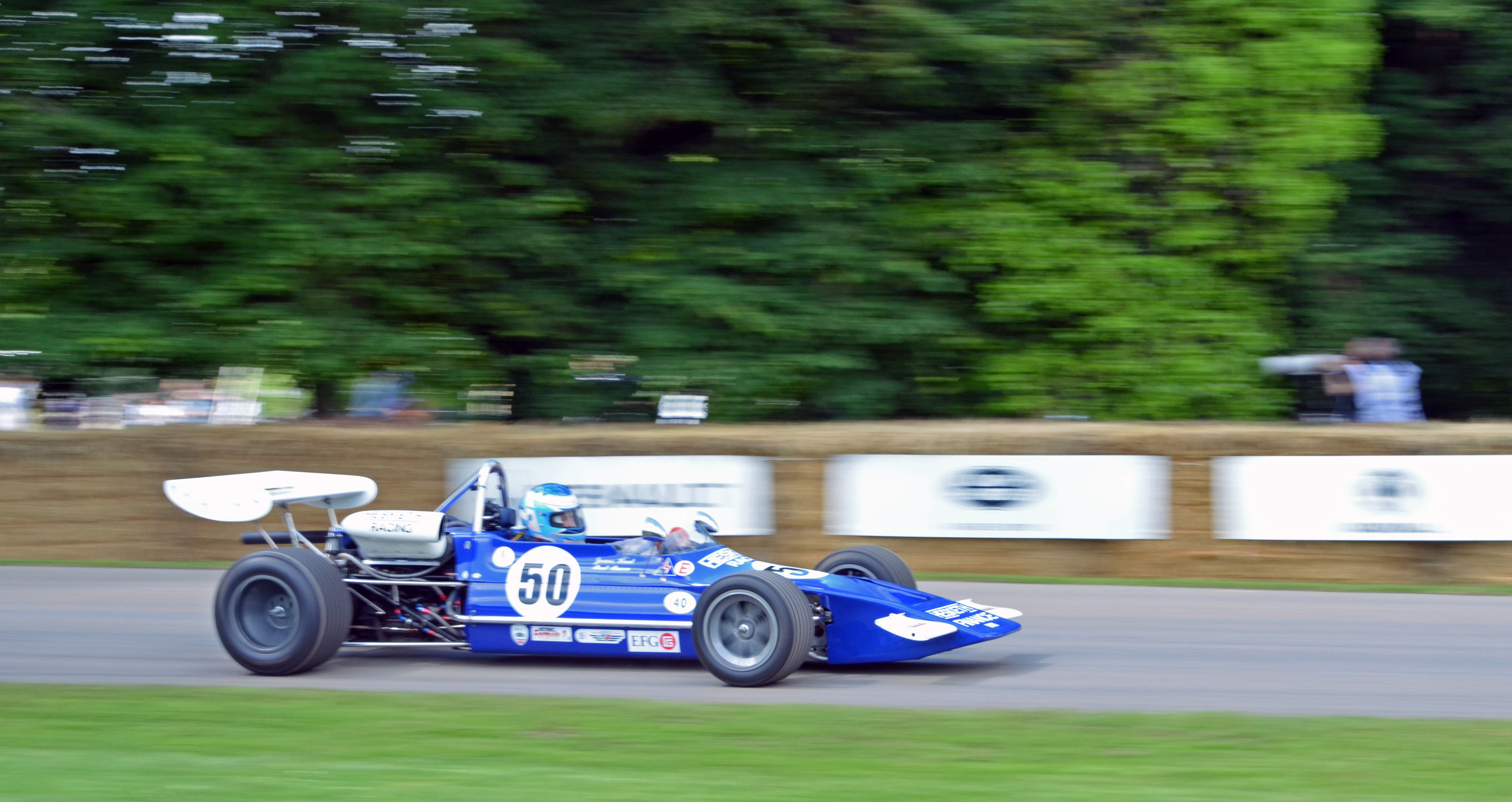
マーチ・712M

だが、カーデザイナーのロビン・ハードからの電話が彼のキャリアを変えた。
ハードはストーンに最初のマーチのレーシングカーである693を組み立てるように依頼した。
ストーンはマーチ・エンジニアリング社の最初の従業員になり、最初のマーチ・フォーミュラ・フォード車をグラハム・コーカーのガレージで組み上げた。
マーチビスター工場で生産を監督することになっていたはずのグラハム・コーカーが1971年初めにマーチを去り、ポストが空いた関係もあり、彼はすぐにマーチの生産マネージャーに昇進し、F3、F2、F1マシンを含む全範囲の製造と組み立てに尽力した。
1971年、マーチの工場を訪問した若い工学部の学生エイドリアン・レイナードとの偶然の出会いがセイバーオートモーティブの設立につながった。
1973年、ストーンはマーチを去り、溶接ボトルとピラードリルのセットだけを備えた小さなワークショップでセイバーを設立した。
レイナードはまだ大学にいて、ブリティッシュ・レイランドの実習生をしていたが、彼のパートナーになった。
会社はマーチ、シェブロン、マロック、その他のレーシングカー会社の下請け業者としての地位を確立した。
レイナードが教育を終え、独自のフォーミュラ・フォードを設計および構築する一方で、ストーンはセイバーを収益性の高いビジネスに成長させた。
彼は彼の知恵、専門知識、そしてビジネスに精通したところをレイナードに伝えることができ、彼らはかけがえのない友人になった。
レイナードが1975年にレプリカを販売することに成功したとき、セイバーは部品のキットの製造に着手した。
1976年の終わりまでに、12台のレイナードカーキットが製造および販売されたが、ストーンは最初の妻マウラと一緒にニュージーランドに引っ越すことに決めた。
セイバーの名前は主要な製品ラインを反映するためにレイナード・レーシング・カーズに変更され、エイドリアン・レイナードは会社を引き継ぎ、彼のメンターの哲学を複製して、1990年代までに世界最大のレーシングカーコンストラクターに成長させた。

### 故郷に一時帰国するも
1977年、ストーンはニュージーランドで60エーカーの農場を購入し、アンゴラヤギを飼育し、車両リサイクルヤードを運営し、トレーラーメーカーで働いていた。

#### 1980年代終盤
しかし、彼のモータースポーツへの情熱は再び高まり、彼はイギリスに戻り、別の製造業を立ち上げた。
ビル・ストーン・エンジニアリングが、マロックの下請け業者となった。
その後、彼はアンディ・ラウズのフォードツーリングカープログラムのチームマネージャーとして採用され、仕事を1995年の終わりまで続けた。

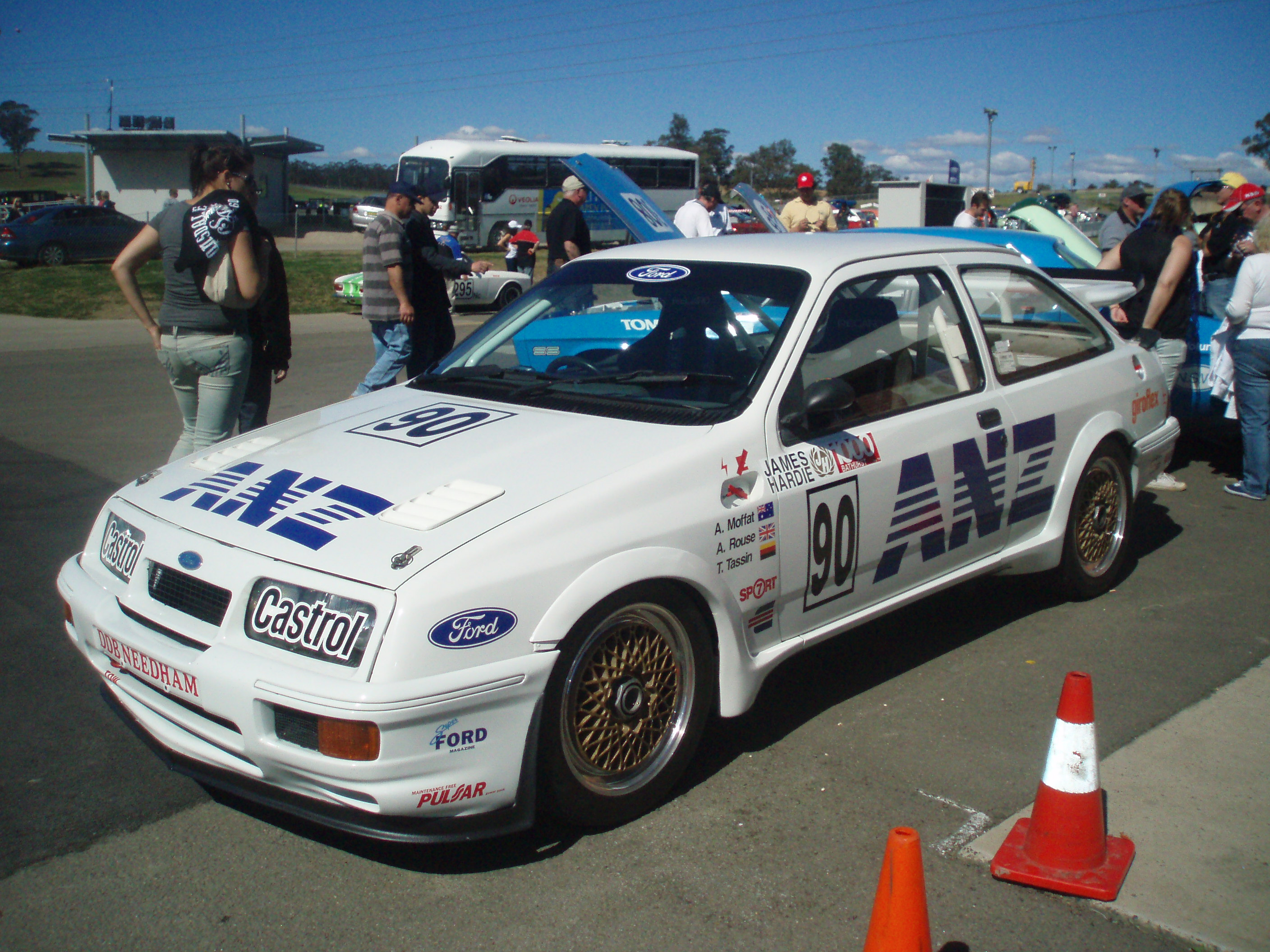
フォード・シエラRS500コスワース（グループA車両、1987年）
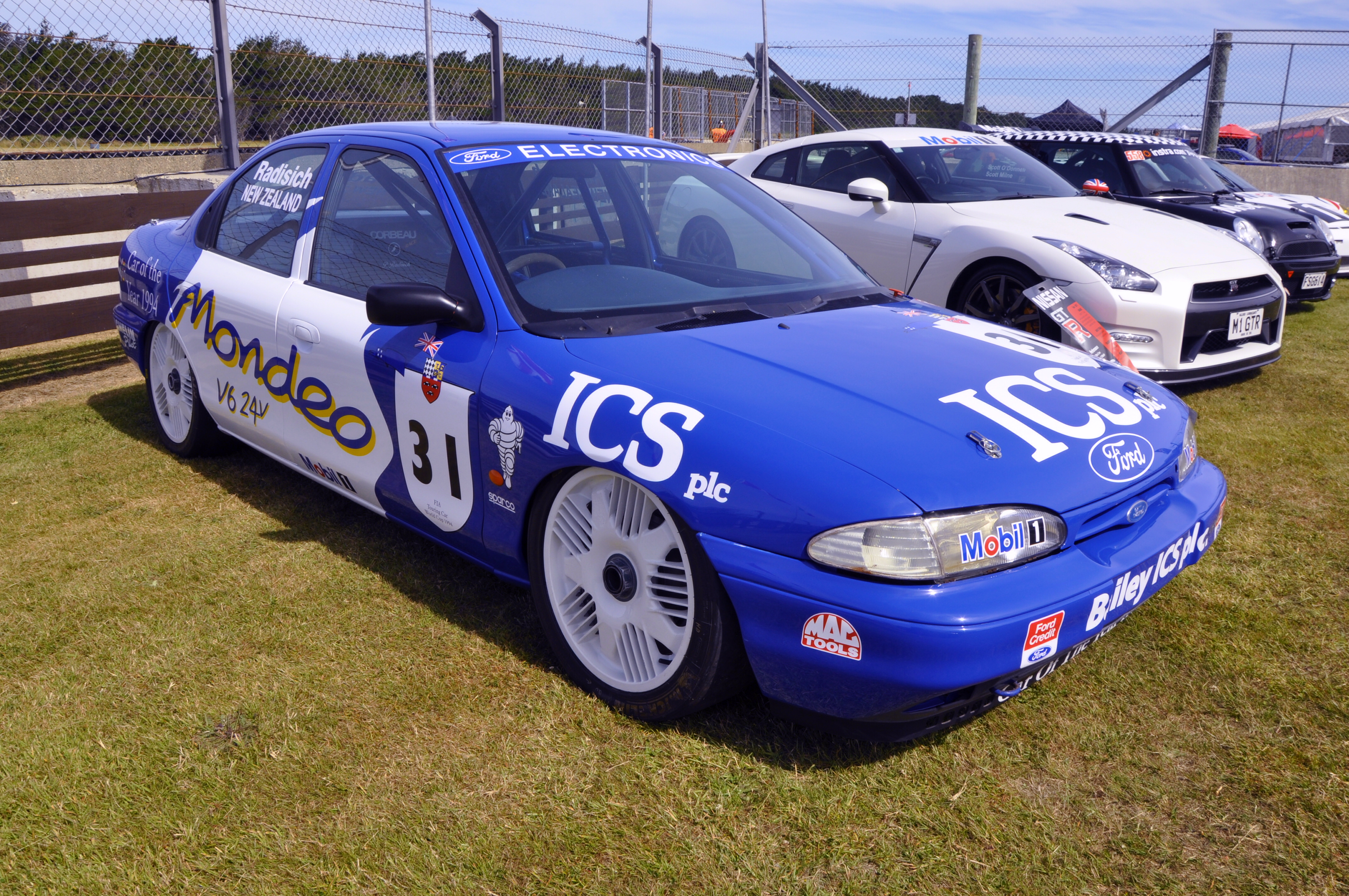
フォード・モンデオ（WTCC車両、1994年）

#### 再びレイナードと
説得されて、1996年から、レイナードのクライスラーをクライアントとする、北米ツーリングカー(NATC)プログラムを率いた。
パックウェスト・ツーリングカー・グループ・チームでエントリーされた、スーパーツーリング・クラス2仕様車（ST-30）でのレースで、ダッジ・ストラトスのレース車両が、Reynard Special Vehicles社で用意された。
これは野心的な開発・設計・構築プロジェクトであり、参戦初年度こそ逃したが、翌年度はNATCタイトルを獲得した。

#### レイナードF1
1997年、レイナードはBARF1チームの設立において、共同出資者として、BATのパートナーになった。
新チームのファクトリー設定に伴って、レイナードはグループの本部を、コンポジットで航空旅客機用シートを製造する工場があった、ブラックリーのレイナードパークに移すことになり、信じられないレベルの建設ラッシュが実行された。
ビルは再び会社の最初の従業員になり、施設の設定とスタッフの採用に尽力した。
スタッフの多くは現在、ブラックリーのメルセデスチームの後援を受けている。
ストーンは、主要な工場が建設されている間、設計事務所と研究開発部門を組織した。

#### ファエンツァへ
2001年、ビルは最後のチャレンジとして、ミナルディF1チームのボスになろうとしているポール・ストッダートのきつい仕事受諾のお願いに男気を見せて応じて、それを無事成し遂げた後、スザンヌとニュージーランドに戻った。

### 帰郷後
それでも彼はモータースポーツの情熱は消えず、スピードウェイカーとマロックMk6Bを購入した。
これらは両方とも細心の注意を払って準備され、素晴らしい精神と熱意を持ってレースされた。
彼は、2011年2月にハンプトンダウンズで行われたフォーミュラフォードとのウェットな出会いである彼の最後のレースに勝つことさえできた。
彼の遺産は、彼がすべての人の中で最高のものを見て、彼の知恵とアドバイスを自由に与えただけでなく、静かな自信と目的のオーラを運び、彼に会った人々をより大きな成果に無私無欲に刺激することができたという。
2012年4月10日死去。72歳没。最期はスザンヌに看取られプケコヘの自宅で安らかに眠りについた。